# マケドニア鉄道

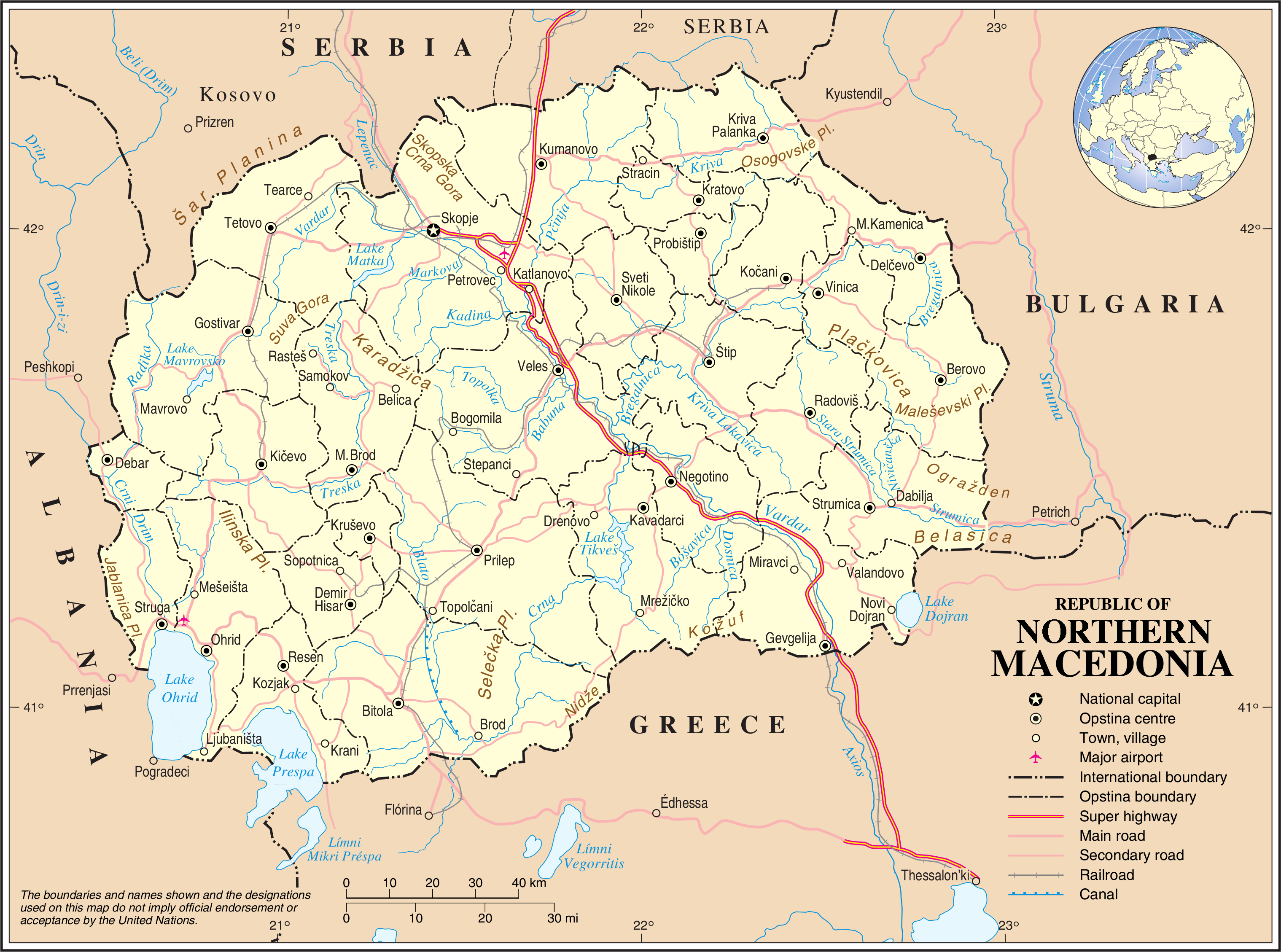
マケドニア共和国の地図

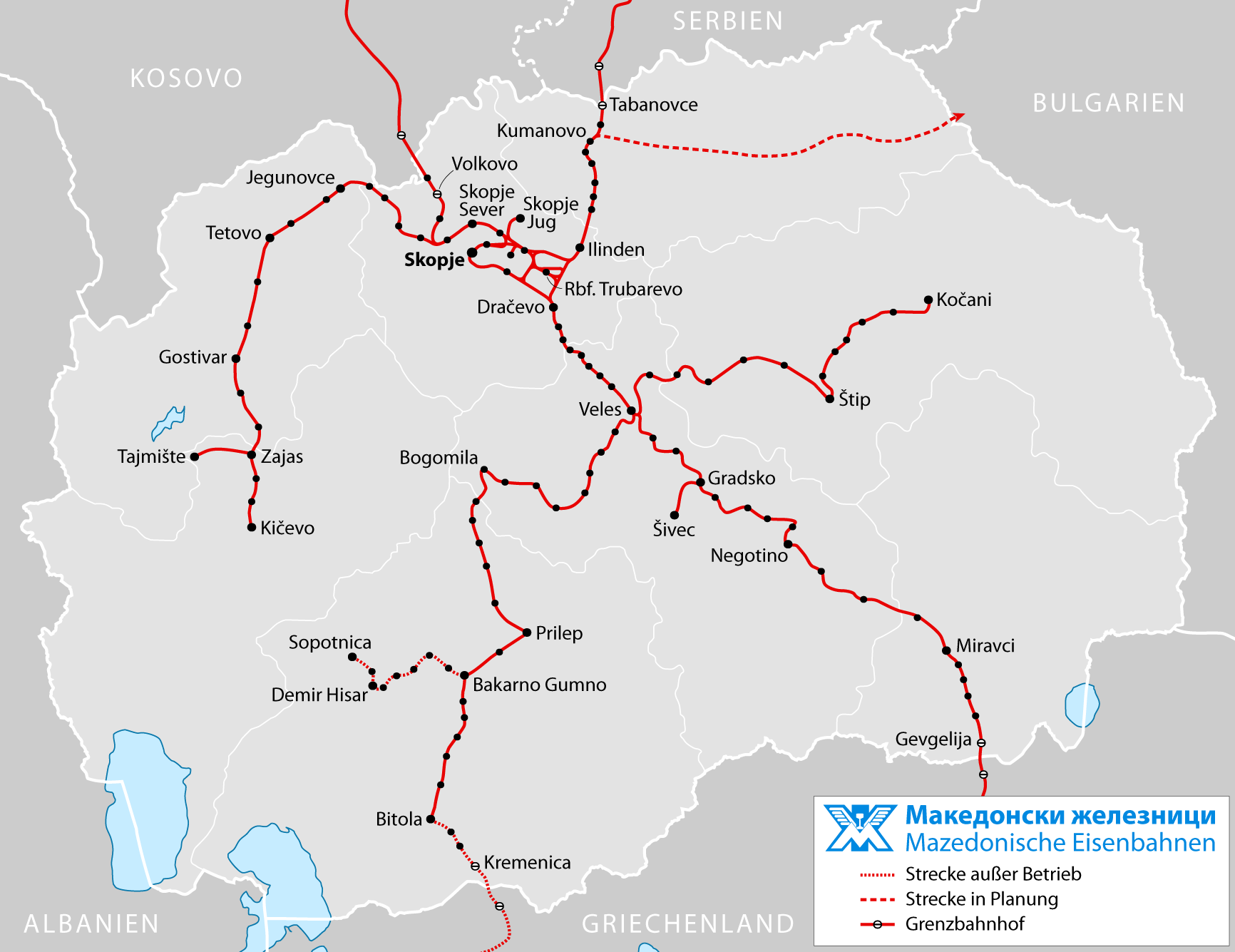

マケドニア鉄道（マケドニア語: Македонски Железници）は、マケドニア共和国の公営鉄道である。UIC番号は65が付与されている。マケドニア鉄道の軌間は標準軌を採用しており、営業距離は925kmでそのうち315kmは交流25kV50Hzの電化区間となっている。
マケドニアに最初の標準軌の鉄道路線が開業したのは1873年でスコピエから現在はギリシャ領であるテッサロニキまでであった。

## 国内輸送
マケドニア鉄道の拠点は首都スコピエで、すべての国内列車はマケドニア鉄道によって運行されている。スコピエから西方向へはテトヴォ、ゴスティヴァル（Gostivar）を経てキチェヴォ（Kičevo）まで、北東方向へはクマノヴォを経てタマノヴツェ（Tabanovce）のセルビア国境まで、東方向へはオフチェ・ポレ（Ovče Pole）、シュティプ（Štip）を経てコチャニ（Kočani）まで、南東方向へはヴァルダル川に沿ってヴェレス、ネゴティノ（Negotino）を経てゲヴゲリヤ（Gevgelija）のギリシャ国境まで、南西方向へはボゴミラ（Bogomila）、プリレプ、ビトラなど各主要都市と結び、クレメニツァ（Kremenica）でギリシャ国境に達している。

## 国際輸送
マケドニアの鉄道網はよく発達しており、他国との接続は北西方向がヴォルコヴォ（Volkovo）でコソボと、北東方向がタマノヴツェでセルビアと、南東方向および南西方向はゲヴゲリヤおよびクレメニツァでギリシャとそれぞれ結ばれている。